# Мухамедов, Олим Музафарович

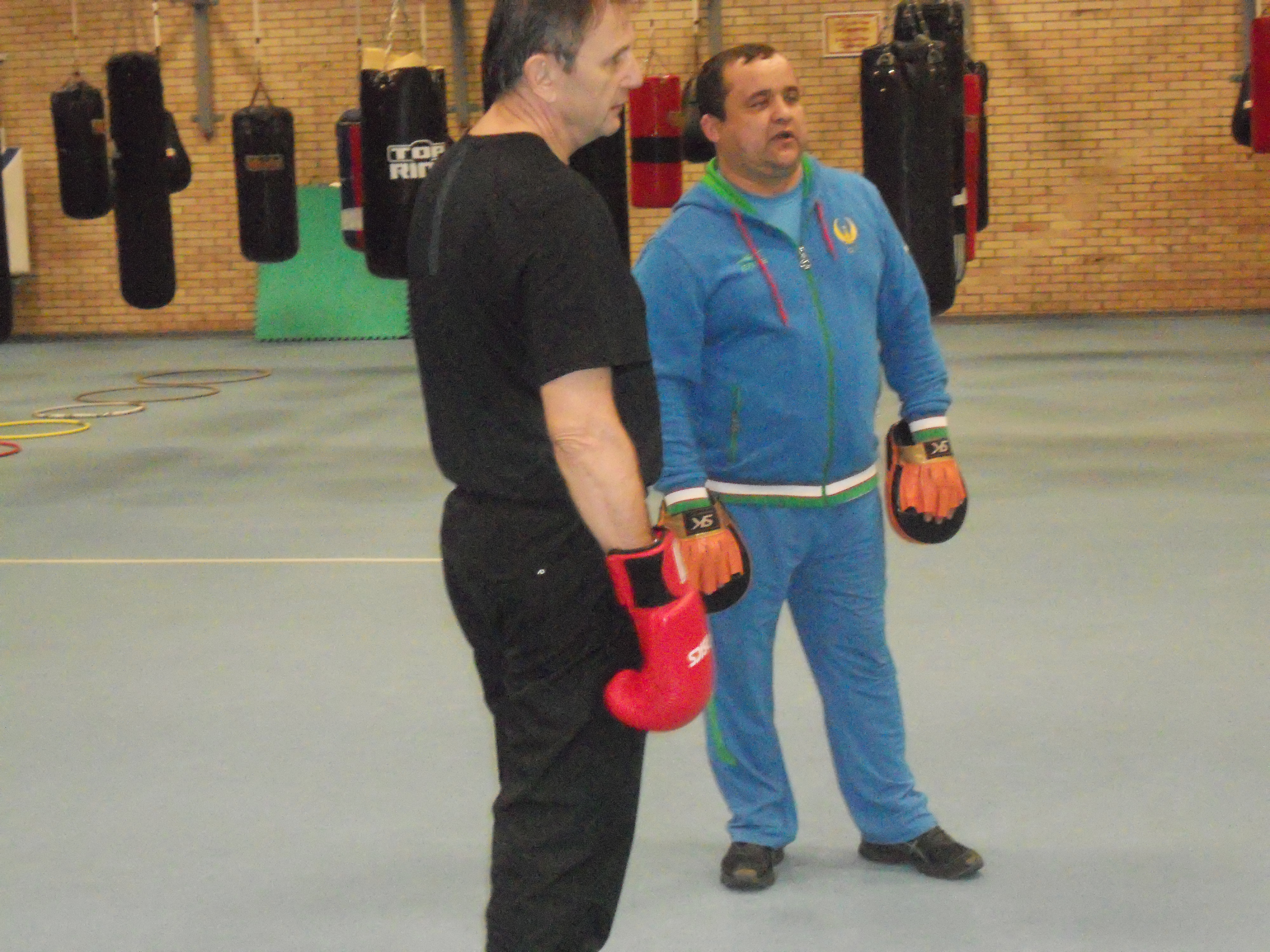
Италия 2013

Олим Музафарович Мухамедов (род. 9 июня 1973, Бухара) — узбекский тренер по боксу.

## Биография

### Детство и спортивная карьера
Родился в Узбекистане г. Бухаре 9 июня 1973 года. Боксом начал заниматься в 1983 году под руководством тренера Камалова Рустама Хайитовича.
В 1987, 1988, 1989 годах становился победителем УзСовета ДСО «Трудовые резервы» среди юношей.
В 1989 году победитель Первенства Узбекистана среди юношей.
В 1991 году стал победителем открытого Чемпионата Таджикистана и выполнил норматив «Мастер спорта СССР» по боксу.

### Тренерская карьера
Трудовую деятельность начал в 1993 году в ДЮСШ-10 Бухарского горОНО в должности тренера по боксу. С 1995 года работает тренером-преподавателем по боксу в Государственной специализированной школе — интернат «Олимпийского резерва».
- С 2000 года старший тренер Бухарской области по боксу.

- С 2008 года старший тренер сборной команды Узбекистана по боксу.

- В 2007 году Указом Президента удостоен почётного звания «Заслуженный тренер Республики Узбекистан».

- В 2009 году Указом Президента награждён орденом «Мехнат шухрати».

- В 2010 году избран в состав тренерской комиссии Международной федерации бокса (АИБА).

- В 2014 году старший тренер сборной команды КНР по боксу.

- В 2019 году старший тренер сборной команды Южной Кореи по боксу.

- С 2021 года по нынешний день возглавляет молодежную сборную Узбекистана по боксу.

- Среди его учеников наиболее известные спортсмены — победители и призёры различных соревнований: Аббос Атоев, Фазлиддин Гаибназаров, Нодир Гуломов, Шахрам Гиясов, Раджаб Рахматов, Фозил Файзиев, Сухроб Бобоназаров, Сардор Ёрмухамедов и Улугбек Мубинов.

### Тренерские  Достижение
- 2022 год Чемпионат мира по боксу среди молодежи  2022 (IBA Youth World Boxing Championships 2022) прошел с 14 по 26 ноября 2022 года в Ла-Нусии, Аликанте, Испания под эгидой Международной ассоциации бокса (IBA). в котором сборная Узбекистана в первые за историю независимой Узбекистана завоевала 5 золотых медалей и первую место в командой зачете .